# آنا ماريا نوي
آنا ماريا نوي (بالإسبانية: Ana María Noé)‏ هي ممثلة إسبانية، ولدت في 1914، وتوفيت في 9 يوليو 1970.

## وصلات خارجية
- آنا ماريا نوي على موقع IMDb (الإنجليزية)
- آنا ماريا نوي على موقع قاعدة بيانات الفيلم (الإنجليزية)